# Slatina (ásványvíz)
A Slatina egy szlovákiai ásványvízmárka, mely Szalatnyáról származik és a település szlovák nyelvű nevéről kapta a nevét. Szlovákia által elismert természetes ásványvíz. Már a 19. században ismert kereskedelmi cikként említik.
Palackozáshoz az üzemtől délre található BB-2-es kútból nyerik az ásványvizet.

## Összetétele
| Kémiai összetétel (2010. 10. 25.) | Kémiai összetétel (2010. 10. 25.) | Kémiai összetétel (2010. 10. 25.) | Kémiai összetétel (2010. 10. 25.) |
| Kationok                          | (mg/l)                            | Anionok                           | (mg/l)                            |
| --------------------------------- | --------------------------------- | --------------------------------- | --------------------------------- |
| NH4+                              | 0,41                              | HCO3-                             | 634                               |
| Ca2+                              | 138                               | SO42-                             | 178                               |
| Na+                               | 142                               | F-                                | 2,7                               |
| Mg2+                              | 38,4                              | NO3-                              | < 1,0                             |
| Fe2+                              | 0,013                             | NO2-                              | < 0,01                            |
| Oldott ásványi anyag összesen     | Oldott ásványi anyag összesen     | Oldott ásványi anyag összesen     | 1284                              |